# فاطمه امینی (والیبال)
فاطمه امینی (زاده ۲۷ مهر ۱۳۷۶ در تهران) بازیکن تیم ملی والیبال زنان ایران است. او عضو باشگاه والیبال مهرسان است.
او سابقهٔ عضویت در تیم ملی والیبال دختران زیر ۱۹ سال ایران را دارد. وی در سال ۱۳۹۳ در رقابت‌های قهرمانی آسیا، در بازی با تیم والیبال هنگ کنگ، عنوان امتیازآورترین بازیکن تیم ملی والیبال جوانان را به خود اختصاص داد.

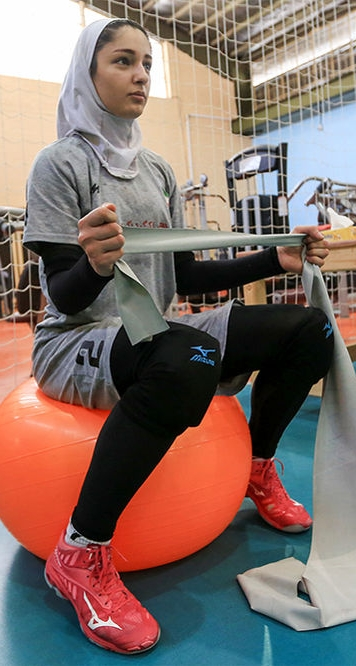
فاطمه امینی در تمرینات تیم ملی والیبال زنان ایران در سال ۲۰۱۹.

فاطمه امینی سال ۱۳۹۶ در رقابت‌های انتخابی قهرمانی زنان جهان، عنوان «بازیکن خوش‌استیل ایران» را به خود اختصاص داد و در رسانه‌های خارج از ایران، به این نام شناخته شد.
او در رقابت‌های انتخابی المپیک ۲۰۲۰ نیز حضور داشت.او در آخرین روزهای نقل و انتقالات لیگ برتر به باشگاه والیبال مهرسان پیوست.

## افتخارات
- قهرمانی در لیگ برتر والیبال زنان ایران همراه با تیم پیکان تهران (۱۳۹۶، ۱۴۰۰ و ۱۴۰۱)
- قهرمانی در لیگ برتر والیبال زنان ایران همراه با تیم سایپا تهران (۱۳۹۸)
- نایب‌قهرمانی در بازی‌های همبستگی اسلامی همراه با تیم ملی والیبال زنان ایران (۲۰۲۱)